# Sportclub Brühl Sankt Gallen 2018-2019
Questa voce raccoglie le informazioni riguardanti lo Sportclub Brühl Sankt Gallen nelle competizioni ufficiali della stagione 2018-2019.

## Stagione
Nella stagione 2018-2019 il Brühl, allenato da Uwe Wegmann, Alexandre de Freitas e Heris Stefanachi, concluse il campionato di Promotion League al 12º posto.

## Rosa
| N. |                       | Ruolo | Calciatore         |
| -- | --------------------- | ----- | ------------------ |
| 1  | Svizzera (bandiera)   | P     | Alban Berisha      |
| 1  | Svizzera (bandiera)   | P     | Arif Celebi        |
| 2  | Svizzera (bandiera)   | D     | Loris Pellegatta   |
| 4  | Croazia (bandiera)    | D     | Ilija Ivić         |
| 5  | Svizzera (bandiera)   | A     | Elia Rosalen       |
| 6  | Svizzera (bandiera)   | C     | Claudio Holenstein |
| 7  | Svizzera (bandiera)   | C     | Raphael Huber      |
| 8  | Svizzera (bandiera)   | C     | Dennis Vanin       |
| 9  | Montenegro (bandiera) | A     | Samel Šabanović    |
| 10 | Germania (bandiera)   | A     | Alessandro Riedle  |
| 11 | Svizzera (bandiera)   | A     | Nico Abegglen      |
| 12 | Svizzera (bandiera)   | A     | Arian Vujić        |
| 13 | Svizzera (bandiera)   | A     | Marvin Baumann     |
| 15 | Svizzera (bandiera)   | A     | Demian Titaro      |
| 17 | Svizzera (bandiera)   | D     | Quốc Trung Nguyễn  |

| N. |                     | Ruolo | Calciatore        |
| -- | ------------------- | ----- | ----------------- |
| 18 | Kosovo (bandiera)   | C     | Lirim Shala       |
| 19 | Svizzera (bandiera) | C     | Nikola Bozic      |
| 21 | Svizzera (bandiera) | C     | Marco Franin      |
| 22 | Svizzera (bandiera) | C     | Michael Scherrer  |
| 23 | Svizzera (bandiera) | P     | Deivid Gomes      |
| 23 | Albania (bandiera)  | P     | Arianit Lazraj    |
| 24 | Svizzera (bandiera) | P     | Alen Mujkanovic   |
| 27 | Germania (bandiera) | C     | Dejan Janjatović  |
| 31 | Messico (bandiera)  | D     | Josip Lovakovic   |
| 31 | Serbia (bandiera)   | D     | Nikola Torlakovic |
| 31 | Svizzera (bandiera) | C     | Uroš Marković     |
| 32 | Svizzera (bandiera) | D     | Alburon Dautaj    |
| 32 | Svizzera (bandiera) | D     | Filip Degen       |
| 32 | Svizzera (bandiera) | C     | Justin Serifoski  |
|    | Svizzera (bandiera) | P     | Pascal Albrecht   |

## Organigramma societario
Area tecnica
- Allenatore: Heris Stefanachi
- Allenatore in seconda: Alexandre de Freitas
- Preparatore dei portieri:
- Preparatori atletici:

## Calciomercato

### Sessione estiva
| Acquisti | Acquisti | Acquisti | Acquisti |
| R.       | Nome     | da       | Modalità |
| -------- | -------- | -------- | -------- |

| Cessioni | Cessioni | Cessioni | Cessioni |
| R.       | Nome     | a        | Modalità |
| -------- | -------- | -------- | -------- |

### Sessione invernale
| Acquisti | Acquisti | Acquisti | Acquisti |
| R.       | Nome     | da       | Modalità |
| -------- | -------- | -------- | -------- |

| Cessioni | Cessioni | Cessioni | Cessioni |
| R.       | Nome     | a        | Modalità |
| -------- | -------- | -------- | -------- |

## Risultati

### Promotion League
| Arbitro: | Ljatifi |

|                        |           |                                             |
| Bozic 29’ Abegglen 65’ | Marcatori | 24’, 41’ Lahiouel 36’ Parapar 90’ Samandjeu |

| Zurigo 8 agosto 2018, ore 20:00 CEST 2ª giornata | YF Juventus | 0 – 0 referto | Brühl | Juchhof 1 (180 spett.)\| Arbitro: \| Morais \| |
| Arbitro:                                         | Morais      |               |       |                                                |

| Arbitro: | Horisberger |

|                                           |           |                       |
| Eberle 18’, 62’ Abegglen 22’ Scherrer 81’ | Marcatori | 44’ Foschini 86’ Gaye |

| Arbitro: | Superczynski |

|                                                 |           |           |
| Abegglen 14’ Huber 19’ Šabanović 48’ Eberle 52’ | Marcatori | 32’ Costa |

| Arbitro: | Thies |

|              |           |                                        |
| Calbucci 90’ | Marcatori | 7’, 25’ Šabanović 28’ Eberle 54’ Shala |

| Arbitro: | Roth |

|            |           |                                |
| Eberle 74’ | Marcatori | 13’ (rig.) Franjic 90’ Morelli |

| Arbitro: | Dégallier |

|                                              |           |                   |
| Bertelli 3’ Costa 37’ Philippe 73’ Khasa 86’ | Marcatori | 19’, 27’ Abegglen |

| Arbitro: | Ghisletta |

|                         |           |                      |
| Dorta 46’ Šabanović 58’ | Marcatori | 7’ von Moos 9’ Tushi |

| Arbitro: | Wolfensberger |

|  |           |                              |
|  | Marcatori | 20’ Pellegatta 90’ Šabanović |

| Arbitro: | Cibelli |

|                                                |           |  |
| Abegglen 16’, 43’ Eberle 24’ Riedle 89’ (rig.) | Marcatori |  |

| Arbitro: | von Mandach |

|              |           |            |
| Magnetti 83’ | Marcatori | 74’ Eberle |

| Arbitro: | Thies |

|                  |           |                              |
| Dorta 32’ (rig.) | Marcatori | 8’, 10’ Caslei 41’ Cazzaniga |

| Arbitro: | Morais |

|                                                    |           |                        |
| Kastrati 40’, 42’, 90’ Konopek 46’, 75’ Hurter 71’ | Marcatori | 8’ Eberle 16’ Abegglen |

| Arbitro: | Piccolo |

|              |           |                         |
| Abegglen 11’ | Marcatori | 14’ Pimenta 73’ Martins |

| Arbitro: | Borra |

|                                   |           |                              |
| Yartey 14’ Guzel 44’ Chentouf 82’ | Marcatori | 66’ (rig.) Abegglen 87’ Ivić |

| Arbitro: | Wolfensberger |

|                                                        |           |                           |
| Matri 38’ Lahiouel 56’ Ndongo 58’ Rushenguziminega 83’ | Marcatori | 4’ Abegglen 81’ Lovakovic |

| Arbitro: | Staubli |

|                          |           |             |
| Holenstein 59’ Vanin 64’ | Marcatori | 12’ Tavares |

| Arbitro: | Borra |

|                   |           |  |
| Röthlisberger 90’ | Marcatori |  |

| Arbitro: | Cibelli |

|           |           |               |
| Lokwa 76’ | Marcatori | 45’ Šabanović |

| Arbitro: | Turkes |

|                                   |           |                |
| Šabanović 35’ Huber 48’ Shala 81’ | Marcatori | 83’, 90’ Pelae |

| Arbitro: | Odiet |

|                                |           |                     |
| Melo 14’ Morelli 32’ Adjei 90’ | Marcatori | 20’ (rig.) Abegglen |

| San Gallo 30 marzo 2019, ore 16:30 CET 22ª giornata | Brühl     | 0 – 0 referto | Sion II | Paul-Grüninger-Stadion (727 spett.)\| Arbitro: \| Ghisletta \| |
| Arbitro:                                            | Ghisletta |               |         |                                                                |

| Arbitro: | Thies |

|                             |           |  |
| Tushi 18’, 20’ Marchand 25’ | Marcatori |  |

| Arbitro: | Turkes |

|            |           |           |
| Riedle 46’ | Marcatori | 86’ Kasai |

| Arbitro: | Bosnic |

|            |           |  |
| Gasser 69’ | Marcatori |  |

| Arbitro: | Hürlimann |

|              |           |                    |
| Abegglen 45’ | Marcatori | 1’ (rig.) Magnetti |

| Arbitro: | Schärli |

|                           |           |                         |
| Ciarrocchi 41’ Mobulu 76’ | Marcatori | 33’ Titaro 57’ Abegglen |

| Arbitro: | Borra |

|                                                          |           |                             |
| Holenstein 26’ Huber 29’ Abegglen 80’ Šabanović 90’, 90’ | Marcatori | 60’ (aut.), 90’ (aut.) Ivić |

| Bavois 18 maggio 2019, ore 16:00 CEST 29ª giornata | Bavois     | 0 – 0 referto | Brühl | Terrains Les Peupliers (70 spett.)\| Arbitro: \| Rothenfluh \| |
| Arbitro:                                           | Rothenfluh |               |       |                                                                |

| Arbitro: | Bosnic |

|                                         |           |                       |
| Šabanović 17’ Scherrer 54’ Abegglen 90’ | Marcatori | 5’ Escorza 85’ Delley |

## Statistiche

### Statistiche di squadra
| Competizione     | Punti | In casa | In casa | In casa | In casa | In casa | In casa | In trasferta | In trasferta | In trasferta | In trasferta | In trasferta | In trasferta | Totale | Totale | Totale | Totale | Totale | Totale | DR |
| Competizione     | Punti | G       | V       | N       | P       | Gf      | Gs      | G            | V            | N            | P            | Gf           | Gs           | G      | V      | N      | P      | Gf     | Gs     | DR |
| ---------------- | ----- | ------- | ------- | ------- | ------- | ------- | ------- | ------------ | ------------ | ------------ | ------------ | ------------ | ------------ | ------ | ------ | ------ | ------ | ------ | ------ | -- |
| Promotion League | 36    | 15      | 7       | 4       | 4       | 34      | 25      | 15           | 2            | 5            | 8            | 19           | 30           | 30     | 9      | 9      | 12     | 53     | 55     | -2 |
| Totale           | 36    | 15      | 7       | 4       | 4       | 34      | 25      | 15           | 2            | 5            | 8            | 19           | 30           | 30     | 9      | 9      | 12     | 53     | 55     | -2 |

### Andamento in campionato
| Giornata  | 1  | 2  | 3 | 4 | 5 | 6 | 7 | 8 | 9 | 10 | 11 | 12 | 13 | 14 | 15 | 16 | 17 | 18 | 19 | 20 | 21 | 22 | 23 | 24 | 25 | 26 | 27 | 28 | 29 | 30 |
| --------- | -- | -- | - | - | - | - | - | - | - | -- | -- | -- | -- | -- | -- | -- | -- | -- | -- | -- | -- | -- | -- | -- | -- | -- | -- | -- | -- | -- |
| Luogo     | C  | T  | C | C | T | C | T | C | T | C  | T  | C  | T  | C  | T  | T  | C  | T  | T  | C  | T  | C  | T  | C  | T  | C  | T  | C  | T  | C  |
| Risultato | P  | N  | V | V | V | P | P | N | V | V  | N  | P  | P  | P  | P  | P  | V  | P  | N  | V  | P  | N  | P  | N  | P  | N  | N  | V  | N  | V  |
| Posizione | 13 | 11 | 7 | 3 | 3 | 4 | 7 | 7 | 5 | 4  | 6  | 8  | 8  | 10 | 10 | 11 | 10 | 10 | 10 | 10 | 11 | 12 | 12 | 12 | 13 | 13 | 13 | 12 | 12 | 12 |

Legenda:

Luogo: C = Casa; T = Trasferta. Risultato: V = Vittoria; N = Pareggio; P = Sconfitta.

### Statistiche dei giocatori
| N. Abegglen   | 28 | 16 | 9  | 0 |
| P. Albrecht   | 0  | 0  | 0  | 0 |
| M. Baumann    | 12 | 0  | 0  | 0 |
| A. Berisha    | 1  | 0  | 0  | 0 |
| N. Bozic      | 23 | 1  | 5  | 1 |
| A. Celebi     | 0  | 0  | 0  | 0 |
| A. Dautaj     | 0  | 0  | 0  | 0 |
| F. Degen      | 7  | 0  | 0  | 0 |
| F. Dorta      | 10 | 2  | 0  | 0 |
| N. Eberle     | 17 | 8  | 0  | 0 |
| M. Franin     | 28 | 0  | 10 | 0 |
| D. Gomes      | 0  | 0  | 0  | 0 |
| C. Holenstein | 28 | 2  | 10 | 0 |
| R. Huber      | 21 | 3  | 1  | 0 |
| I. Ivić       | 29 | 1  | 6  | 0 |
| D. Janjatović | 3  | 0  | 0  | 0 |
| K. Karrica    | 3  | 0  | 0  | 0 |
| A. Lazraj     | 24 | 0  | 1  | 0 |
| J. Lovakovic  | 9  | 1  | 2  | 0 |
| U. Marković   | 1  | 0  | 0  | 0 |
| A. Mujkanovic | 6  | 0  | 0  | 0 |
| Q. Nguyễn     | 17 | 0  | 3  | 0 |
| L. Pellegatta | 22 | 1  | 6  | 0 |
| A. Riedle     | 23 | 2  | 1  | 0 |
| E. Rosalen    | 1  | 0  | 0  | 0 |
| M. Scherrer   | 23 | 2  | 4  | 0 |
| J. Serifoski  | 0  | 0  | 0  | 0 |
| L. Shala      | 22 | 2  | 2  | 0 |
| D. Titaro     | 8  | 1  | 1  | 0 |
| N. Torlakovic | 8  | 0  | 0  | 1 |
| V. Valmir     | 1  | 0  | 0  | 0 |
| D. Vanin      | 23 | 1  | 4  | 1 |
| A. Vujić      | 11 | 0  | 0  | 0 |
| S. Šabanović  | 28 | 10 | 1  | 0 |